# Catedral de Sant Lluc
La Catedral Ortodoxa de Sant Lluc (en anglès: St. Luke's Greek Orthodox Cathedral) és una catedral de l'Església Ortodoxa Grega situada al districte de Dowanhill de Glasgow, Escòcia.

## Història

### Templó de Sant Lluc
L'església va ser dissenyada per James Sellars i construïda en 1877 com l'església Belhaven per a l'església presbiteriana unida d'Escòcia. L'església va ser construïda en estil gòtic normand, inspirada en la catedral de Dunblane. La congregació va passar a formar part de l'Església d'Escòcia en 1929 i va continuar reunint-se allí fins a 1960.

### Ortodòxia
Després de l'amalgama de l'església de Behaven amb una congregació veïna, l'església d'Escòcia ja no necessitava l'edifici de l'església de Belhaven. Va ser convertida a una església ortodoxa grega; el treball va ser pagat per Sir Reo Stakis. Stakis també havia pagat la primera (molt més petita) església ortodoxa grega a la ciutat, el 1953.
El 24 de maig de 1970, el patriarca Nicolau VI d'Alexandria, que assistia a l'Assemblea General de l'Església d'Escòcia, va visitar Sant Lluc i l'elevà a l'estatut de catedral amb la benedicció del Patriarcat Ecumènic de Constantinoble. Aquesta ocasió es commemora amb una placa de marbre, inscrita amb lletres d'or, al costat dret de la sala d'entrada.
El diumenge 7 de juliol de 1996 la Catedral va ser visitada pel Patriarca Ecumènic Bartolomé I de Constantinoble, que va celebrar la Divina Litúrgia.

## Altres catedrals de Glasgow
Les altres catedrals de Glasgow són la Catedral de Sant Andreu (catòlic romà) i la Catedral de Santa Maria (Episcopal). La Glasgow Cathedral (Església d'Escòcia) també està a Glasgow, però no és una església de la Catedral, ja que ja no és la seu d'un bisbe.
Les esglésies properes inclouen:
- Església parroquial de Jordanhill (Església d'Escòcia, Catòlica)
- Església Parroquial de Kelvinside Hillhead (Església d'Escòcia, Catòlica)
- Església de Renfield de St. John (Església d'Escòcia, Catòlica)
- Catedral de Santa Maria (Església Episcopal d'Escòcia, Catòlica)
- Església de Wellington (Església d'Escòcia, Catòlica)